# Альварес Браво, Лола
Лола Альварес Браво (исп. Lola Álvarez Bravo; 3 апреля 1903, Лагос-де-Морено, Мексика — 31 июля 1993, Мехико, Мексика) — первая известная мексиканская женщина-фотограф, одна из ключевых фигур постреволюционного мексиканского ренессанса. В 1964 году она была отмечена премией Хосе Клементе Ороско (исп. Premio José Clemente Orozco) штата Халиско за свой вклад в фотографию и усилия по сохранению культуры Мексики. Её работы входят в постоянные коллекции музеев по всему миру, в том числе Музея современного искусства в Нью-Йорке.
Альварес родилась в маленьком городке в штате Халиско, но переехала в Мехико вместе с отцом, когда её родители расстались около 1906 года. В течение 10 лет она жила с отцом в большом особняке, но после его смерти её взял к себе старший сводный брат, который отправил её в школу-интернат. После завершения традиционного образования в 1922 году она поступила в Национальную подготовительную школу (исп. Escuela Nacional Preparatoria), где познакомилась со своей давней подругой Фридой Кало. Отношения с другим другом её детства, Мануэлем Альваресом Браво, переросли в роман примерно в то же время, и они поженились в 1925 году. Её муж обучил её фотографии, а также способам её обработки. В течение почти 10 лет она выступала в качестве его ассистента. Поскольку она стремилась сосредоточиться на своём собственном творчестве и была несчастлива в браке, пара рассталась в 1934 году.
Начав свою карьеру в качестве преподавательницы, Альварес брала заказы по фотографии для журналов и газет, завоевав репутацию одной из немногих женщин-фотожурналистов, работавших в Мехико. Она предпочитала изображать реальность какой она есть, стремясь раскрыть более глубокий культурный смысл и социальную значимость. В 1935 году она начала каталогизировать фотографии в Министерстве государственного образования, а два года спустя была нанята на работу в фотографические мастерские Национального автономного университета Мексики, где она трудилась до своего выхода на пенсию в 1971 году.
Помимо своего весомого вклада в рекламу и фотожурналистику, Альварес сделала множество фотографий своих друзей-художников и в 1951 году открыла Галерею современного искусства (исп. Galeria de Arte Contemporáneo), чтобы продвигать их работы. В 1953 году в ней она организовала единственную выставку работ Фриды Кало, прошедшую в Мексике при жизни художницы. С конца 1970-х годов и до своей смерти в 1993 году она пользовалась международным признанием за свою деятельность. Её фотоархив хранится в Центре творческой фотографии в Тусоне (штат Аризона, США).

## Ранние годы (1903—1927)
Долорес Консепсьон Мартинес де Анда, известная с юных лет как Лола, родилась 3 апреля 1903 года в городе Лагос-де-Морено (штат Халиско, Мексика) в семье Сары де Анды и Гонсало Мартинеса, торговца, занимавшегося импортом в Мексику предметов искусства и мебель. Её родители, похоже, развелись, когда она была ещё совсем маленькой. Когда ей было около трёх лет, отец взял её и её старшего сводного брата Мигеля к себе в Мехико, где они жили в большом особняке из 28 комнат. Один из друзей её брата, живший неподалёку, Мануэль Альварес Браво, был частым гостем в их доме на улице Фактор (ныне улица Альенде).
Гонсало Мартинес умер от сердечного приступа в 1916 году, путешествуя в поезде со своей дочерью. После его кончины Лола оставила их дом, переехав жить со своим братом и его женой в квартиру на улице Санта-Тереса (ныне улица Гватемала). Стремясь к тому, чтобы она стала ответственной женой и домохозяйкой, жена брата отправила её учиться в Коллегию Святого Сердца (исп. Colegio del Sagrado Corazón). Недовольная предлагавшейся ей судьбой, Мартинес хотела большего, говоря: «Я не знаю, почему с детства у меня была идея, что я хочу делать то, что делают не все. Что я ненавидела больше всего в своей жизни, так это то, что они приказывали мне и ограничивали мою свободу». Она продолжила своё образование в Национальной подготовительной школе, где познакомилась с Фридой Кало в 1922 году. Между двумя женщинами завязалась близкая дружба, продлившаяся всю жизнь. В то же время её отношения с другом детства Мануэлем Альваресом переросли в романтические. Пара часто бродила по улицам вместе, находя красоту поверх городской грязи и нищеты.
В 1925 году Мартинес и Альварес поженились, и она взяла его фамилию. Они переехали в штат Оахака, где Мануэль нашел работу бухгалтера в Национальном бухгалтерском управлении, являясь также членом местного сообщества художников. В свободное время Мануэль, который в подростковом возрасте изучал фотографию, учил супругу пользоваться фотокамерой и проявлять плёнку. Как и в Мехико, пара любила бродить по улицам, но теперь начала документировать свои впечатления от них фотографируя. Альварес сделала свои первые фотографии в Оахаке, в стиле аллегории, который предпочитал её муж. Когда Лола забеременела, супруги решили вернуться в Мехико в 1927 году, чтобы быть рядом с нужными медицинскими учреждениями и семьёй. Именно там родился их единственный ребенок ― Мануэль Альварес Браво Мартинес. Хотя Мануэль всё ещё работал в Национальном бухгалтерском управлении, вскоре после рождения своего сына Мануэлито он уволиться, чтобы сосредоточиться на карьере профессионального фотографа. Когда у Лолы развилось своё собственное видение в искусстве фотографии и она стала недовольна просто обработкой снимков своего мужа, начала проявляться напряжённость в их отношениях.

## Начало карьеры фотографа (1927—1934)
В 1927 году, открыв художественную галерею в своём доме, супруги выставили фотографии и картины, созданные их друзьями-художниками, в том числе Давидом Альфаро Сикейросом, Хосе Клементе Ороско, Диего Риверой и Руфино Тамайо. Мануэль брал заказы на создание фотографических портретов, а на Лолу было возложено воспитание их сына. Поручая ей второстепенные задачи, такие как смешивание химикатов и фотопечать, Мануэль неохотно позволял жене проводить время с фотокамерой, но она подавала ему идеи для его работ и постепенно научилась ремеслу. В то время, когда большинство газетных фотографов более всего были заинтересованы в создании снимков, которые могли бы привлечь внимание как можно более широкой публики, Мануэль научил Лолу дистанцироваться от сюжетов снимаемого, чтобы запечатлеть глубинную сущность запечатляемого на фотоплёнке. Она также исследовала картины своих друзей-художников, представленные в галерее, изучая композицию. В 1930 году у неё появился свой собственный фотоаппарат, когда Тина Модотти продала ей свой "Graflex", она собирала деньги для своего отъезда из страны после убийства своего любовника Хулио Антонио Мельи. Когда в 1931 году Мануэль серьёзно заболел, она выполняла его заказы и управляла галереей, чтобы поддерживать их доходы.
В 1933 году Лола познакомилась с Полом Стрендом, американским фотографом, фотодокументальный стиль которого привлёк её внимание и понравился больше, чем стилизованные фотографии её мужа. Она пришла к выводу, что фотография — это хроника истории, документирующая трансформацию общества. Альварес называла камеру "третьим глазом". Одна из её ранних работ носит название «Посещение» (исп. La Visitación) и была сделана во время экскурсии с Мануэлем и французским фотографом Анри Картье-Брессоном. Они отправились на перешеек Теуантепек, где Лола запечатлела образ двух женщин, стоявших в дверном проёме и утешавших друг друга. Вместо изображения людей в позах, что было свойственно для работ её мужа, или идеологизированных портретов, характерных для Модотти, работы Альварес фокусируются на тонких деталях и моментах повседневной жизни, схваченных фотокамерой. В 1934 году она стала членом недавно созданной Лиги революционных писателей и художников (исп. Liga de Escritores y Artistas Revolucionarios) и вместе с Мануэлем и Эмилио Амеро основала один из самых первых киноклубов в Мексике. Когда сформировался её собственный стиль и у Лолы появилось желание стать полностью самостоятельной творческой личностью, напряжённость между супругами усилилась, и в 1934 году Альварес забрала своего сына и рассталась с Мануэлем, хотя официально развелись они лишь в 1948 году. К моменту их расставания она уже зарекомендовала себя как профессиональный фотограф. Получив работу в нескольких местных журналах, она сохранила фамилию Альварес Браво, используя её в своей профессиональной деятельности.

## Творческий расцвет (1935—1971)
Переехав в дом художницы Марии Искьердо в 1935 году, располагавшийся недалеко от Национального института изящных искусств, Альварес начал работать учительницей рисования в начальной школе. Дом Марии служил местом встреч для интеллектуалов, художников и политиков, оказывавших сильное влияние на формирование мексиканской культурной идентичности, определившей постреволюционную эпоху. Она также брала заказы на фотографии от таких журналов, как «Avance», «Espacio», «Futuro», «Vea» и «Voz», быстро сумев заработать репутацию высокопрофессионального фотожурналиста. Она участвовала в своей первой групповой выставке в 1935 году, продемонстрировав два своих сюрреалистических коллажа в департаменте изобразительных искусств в Гвадалахаре. В том же году, она получила должность в Министерстве образования, где занималась каталогизацией фотографий. Она случайно познакомилась с Ласаро Карденасом, в то время министром образования (а позднее президентом Мексики), и её попросили сфотографировать его. Высоко оценив её работу, Карденас показал её работы другим влиятельным персонам, которые предложили ей поработать над «El Maestro Rural» («Сельский учитель»), влиятельный педагогический журнал для молодых учителей. Продвигаясь по служебной лестнице, она стала штатным фотографом в «El Maestro Rural», а впоследствии и главным в этом издании. Первый крупный заказ она получила в 1936 году от церкви Сан-Агустин, поручившей ей снять библейские сцены.
В 1937 году Альварес начал работать фотографом в Институте эстетических исследований Национального автономного университета Мексики (UNAM). Она занималась созданием фотодокументированием археологических памятников, посещая различные регионы страны. Пять лет спустя она была назначена начальником отдела фотографии Генерального директората по образованию и эстетике, где она трудилась в течение следующих 30 лет. Альварес давала уроки фотографии, вела семинары и курировала презентации путешествий. В то же время она продолжала свою работу в качестве фотожурналиста, оставаясь единственной женщиной в Мексике, работавшей в этой области на протяжении 1950-х годов. Она снимала фабрики, фермы, пожарные станции, школы, больницы и детские дома по всей стране, иллюстрируя ими журнальные статьи, а также выполняла заказы в области рекламы и модной фотографии. В свободное время Альварес создавала портреты друзей и коллег, а также фотографировала их работы.
Альварес представлена на картине мексиканского художника-сюрреалиста Хуана Сориано в его «Портрет Лолы Альварес с Хуаном Сориано и младшим Сориано» (исп. Retrato de Lola Álvarez con Juan Soriano Niño Soriano). На считающейся одной из лучших работ Сориано Альварес изображена как фотограф, наводящая объектив на отца и сына Сориано на фоне большого окна, откуда открывается вид на сказочное небо, которое характеризуется вихрем из красных и синих цветов. Альварес в своей работе экспериментировала и с такими методами, как фотомонтаж, когда одна фотография не могла в полном объёме передать её замысел. В одном из таких изображений, "Архитектурная анархия города Мехико" (исп. Anarquía arquitectónica de la ciudad de México), она наложила друг на друга фотографии небоскрёбов, чтобы показать перенаселённость, вызванную урбанизацией. В другой своей работе, озаглавленной "Мечта бедных" (исп. El sueño de los pobres), спящий ребенок лежит под машиной для зарабатывания денег, что можно трактовать как политическое заявление о влиянии капитализма на бедных. Аналогичный монтаж со схожим смыслом она использовала и в работе "Мечта бедных 2" (исп. El sueño de los pobres 2). Альварес вернулась к этому средству в конце 1940-х и 1950-х годов при создании больших плакатов по заказам от различных предприятий и учреждений, которым предшествовали разнообразные обложки для «El Maestro Rural» в 1930-х годах. В 1939 году Альварес переехала в свою собственную квартиру в здании в стиле ар-деко на Авенида Хуарес, но в то время она не считала себя творцом, даже несмотря на все свои достижения к тому времени.